# Kayao
Kayao è un dipartimento del Burkina Faso classificato come comune, situato nella provincia di Bazèga, facente parte della Regione del Centro-Sud.
Il dipartimento si compone del capoluogo e di altri 23 villaggi: Dapoury, Doundouni, Gomogho, Goumsa, Goumsin, Ilyalla, Kilou, Kinkirou, Kossilci, Kossoghin, Koukoulou, Lado, Pinghin, Poa, Rellou, Sancé, Sondré, Singdin, Tim-Tim, Yada, Yallo-Gouroungou, Yellou e Yéaoanga.